# Clitomaco
Clitomaco (in greco antico: Κλειτόμαχος?, Kleitómachos, in latino Clitomăchus; Cartagine, 187/186 a.C. – Atene, 110/109 a.C.) è stato un filosofo scettico cartaginese, scolarca dell'Accademia di Atene.
Semita, nato a Cartagine, si trasferì ad Atene intorno al 146 a.C., in seguito alla distruzione della sua città alla conclusione della terza guerra punica, dove fu discepolo di Carneade e seguì l'indirizzo scettico. Dopo la morte del maestro divenne scolarca dell'Accademia di Atene intorno al 127/6 a.C. Nessuna delle sue opere, composte per diffondere l'opinione del maestro Carneade, ci è pervenuta. Tuttavia Cicerone le utilizzò per alcune sue opere. Sembra sia morto suicida nel 110 a.C.

## Biografia
Clitomaco nacque a Cartagine nel 187/6 a.C. ed era originariamente chiamato Asdrubale. Aveva dapprima studiato a Cartagine, dove si presuppone l'esistenza quindi di una scuola filosofica di lingua punica, poi giunse ad Atene nel 163/2 a.C., all'età di ventiquattro anni. Aveva conosciuto il fondatore della Nuova Accademia, Carneade, sotto la guida del quale divenne uno degli studenti più illustri della scuola. Studiò allo stesso tempo la filosofia degli stoici e dei peripatetici. Nel 127/6, due anni dopo la morte di Carneade, Clitomaco divenne scolarca dell'Accademia. Continuò ad insegnare ad Atene fino al 111 a.C., visto che Crasso lo sentì quell'anno. Morì nel 110/9 a.C. e fu sostituito a capo dell'Accademia da Filone di Larissa.

## Opere
Diogene Laerzio gli attribuiva più di 400 trattati dei quali sono noti solo pochi titoli. Il suo impegno principale consisteva nel diffondere la dottrina del maestro Carneade, dalla cui visione non si è mai distaccato. Giunto ad Atene, Clitomaco vi rimase fino alla fine della sua vita. Quando Cartagine, sua città natale fu sconfitta, nel 146 a.C., scrisse un'opera per consolare i suoi sfortunati connazionali. Quest'opera, che Cicerone afferma di aver letto, fu tratta da un discorso di Carneade e aveva lo scopo di mostrare, anche durante una grande calamità, la consolazione derivata dalla filosofia. L'opera fu molto apprezzata da Cicerone
Probabilmente Clitomaco trattò la storia della filosofia nel suo lavoro Sulle scuole di pensiero (in greco antico: περί αἱρέσεων?) in cui si occupava delle sette filosofiche.
Due delle opere di Clitomaco sono note per essere state dedicate a due romani di spicco, il poeta Gaio Lucilio e il console Lucio Marcio Censorino , cosa che suggerisce che le sue opere fossero note e apprezzate a Roma.